# Мавританская арка
Мавританская арка — архитектурное сооружение начала XX века на Французском бульваре в Одессе. Архитектор Валериан Иванович Шмидт.

## История

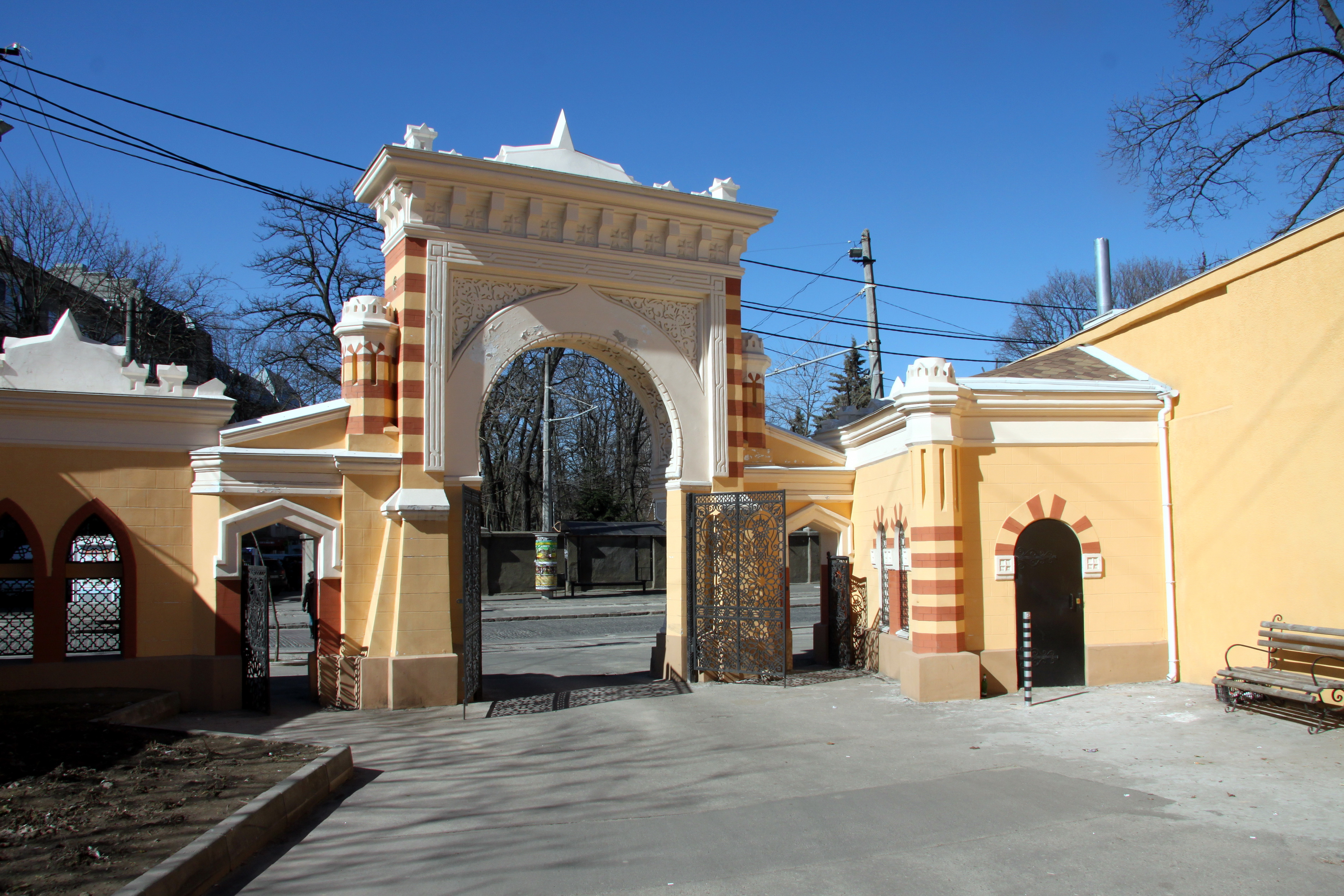
Мавританская арка в 2015 году

Арка в неомавританском стиле построена в начале XX века как элемент оформления въезда на территорию дачи Ждановой. До этого здесь располагались дача барона Рено, дача виноторговца Виктора Энно, дачи Рейхтера и Баранова. В 1891—1894 гг. все они выкупаются Ждановой. Небольшой переулок с тех пор именовался «проездом к даче Ждановой», после 1917 г. — без названия.
Владелица дачи Екатерина Жданова — супруга Леонида Арсеньевича Жданова, депутата Городской Думы, домовладельца (Екатерининская, 6), почётного мирового судьи.
Адрес — Французский бульвар 17. Арка является памятником архитектуры местного значения.